# Montrol-Sénard
Montrol-Sénard település Franciaországban, Haute-Vienne megyében. Lakosainak száma 253 fő (2022. január 1.). Montrol-Sénard Montrollet, Blond, Cieux, Javerdat, Mortemart és Nouic községekkel határos.

## Népesség
A település népességének változása:
| Lakosok száma | 255  | 274  | 284  | 278  | 277  | 268  | 260  | 256  | 253  |
|               | 2013 | 2015 | 2016 | 2017 | 2018 | 2019 | 2020 | 2021 | 2022 |